# Aëtios (Troizen)
Aëtios (altgriechisch Ἀέτιος Aétios, lateinisch Aetius) ist eine Gestalt der griechischen Mythologie. Er war der Sohn des Anthas, der mit seinem Bruder Hyperes über Troizen regierte. Sie hatten zwei Städte, Hypereia und Antheia, auf der Insel Poros als ihre Regierungssitze gegründet. Aëtios übernahm schließlich die Herrschaft der beiden und gründete mit Poseidonias eine dritte Stadt. Troizen und Pittheus, die Söhne des Pelops, bemächtigten sich eines Teils des Besitzes des Aëtios. Zunächst regierte man so nebeneinander. Troizen und Pittheus waren jedoch mächtiger und verdrängten den Aëtios. Aëtios wurde die Gründung des Tempels des Zeus Soter in Troizen zugeschrieben.
Jahrhunderte später sollen Areuanios, ein Nachkomme des Aëtios und Melos aus Argos, in Karien die Stadt Halikarnassos gegründet haben. Aufgrund der Abstammung von Aëtios wurden die Halikarnassier nach seinem Vater auch Antheaden genannt. Andere Nachkommen sollen Myndos gegründet haben.